# 擎天神系列運載火箭
擎天神系列運載火箭（Atlas，也称作阿特拉斯火箭）屬於美國研製運載火箭，而擎天神系列運載火箭的前身來自SM-65擎天神飛彈，這種飛彈在1950年代末期完成設計且即刻佈署，當時作為洲際彈道飛彈來與蘇聯抗衡，SM-65擎天神飛彈最初使用煤油及液態氧作為燃料，並延續此傳統至最新型號，另外SM-65擎天神飛彈運用一項特別的設計－火箭發射推進時會將三個引擎的其中兩顆拋棄，如此便能於發射時提供足夠推力，亦能維持較長的推進時間。
擎天神2號運載火箭於1991~2004年之間發射63次；擎天神3號運載火箭僅於2000年~2005年之間發射6次；擎天神5號運載火箭仍是現役的運載火箭，到目前為止仍持續發射，預計將持續發射任務直到2020年以後。
擎天神的名稱來自於卡莱尔·查理·博萨特在康维尔任職時所提出，命名來自於希臘神話的擎天神，代表著當時最強而有力的洲際彈道飛彈也是體現康维尔的母公司的一種表現，因為康维尔的母公司也稱做擎天神 。
時至2015年10月，已經有346次的擎天神系列運載火箭在卡納維爾角空軍基地發射；另外也有295次在范登堡空軍基地發射，整體而言形成一個龐大的系列運載火箭。

## 演進歷程

### 擎天神飛彈
SM-65擎天神飛彈首次發射成功在1957年12月17日，發射成功後，一共有約350枚擎天神飛彈被製造出來並且佈署在美國各地，大部分的擎天神飛彈在除役後大都扮演運載火箭的角色，命名為擎天神E/F，也作為GPS試驗衛星 Block I的發射工具，完成最初全球定位系統的試驗。
第一枚用於非軍事用途的擎天神飛彈是在1958年12月18日，擎天神飛彈被改裝成擎天神運載火箭，並成功發射號誌傳訊通信軌道衛星（SCORE），也是首次實際應用火箭技術來發射通信衛星。水星計劃時也以擎天神火箭作為載人任務的運載火箭，例如1962年2月20日發射友誼七號，成功達成美國首次到達太空的太空人的成就，其名為約翰·格倫。同樣地，擎天神運載火箭於1962~1963年間也運送另外三名水星計劃的太空人至外太空。
在1960年代初期，擎天神火箭普遍使用的末端節為愛琴娜末端節，稱之為擎天神-愛琴娜火箭，燃料是四氧化二氮/聯氨，美國空軍和美國國家情報局均使用它來發射網路間諜衛星。美國國家航空暨太空總署則偏好其他行星的探索，發射遊騎兵衛星探測月球表面的組成和發射水手2號來進行金星探測，也成為第一個飛到其它行星的人造物。隨後的雙子星計畫也是使用擎天神火箭來運送太空對接的艙組，完成美國首次太空漫步的目標。
從1963年起，半人馬座液態氫末端節取代原本的愛琴娜末端節，稱之為擎天神-半人馬運載火箭，美國國家航空暨太空總署使用此種新式燃料發射測量員計畫及飛往其他太陽系行星的水手號探測器。
| 型號名稱     | 首次發射 | 末次發射 | 總發射次數 | 成功 | 洲際彈道飛彈來源      | 末端節               | 著名酬載                              | 備注 |
| ------------ | -------- | -------- | ---------- | ---- | --------------------- | -------------------- | ------------------------------------- | --- |
| Atlas-Vega   | -        | -        | 0          | 0    | Atlas E               | 裝有燃料的單節       | 無                                    | 與擎天神-愛琴娜火箭具有相同的發展背景，最終在1959年被取消                                                                                               |
| Atlas-Able   | 1959     | 1960     | 3          | 0    | Atlas-D/Able(Delta-A) | Altair               | 無                                    | 其中2枚火箭在組裝時就未能成功；另外三枚火箭作為到達月球的先鋒計劃，不過都未能成功。                                                                     |
| Atlas LV-3B  | 1959     | 1962?    | 9          | 9    | Atlas D               | 無                   | 水星計畫前的測試                      | |
| Atlas LV-3A  | 1960     | 1968     | 49         | 38   | Atlas D               | Agena                | 水手2號, 游騎兵計畫, 飛彈防禦預警系統 | 屬於擎天神-愛琴娜火箭的衍身型號，在1961年到1963年間被用來發射飛彈防禦警示系統衛星                                                                       |
| Atlas LV-3C  | 1963     | 1967     | 11         | 8    | Atlas D               | Centaur C            |                                       | 屬於擎天神-半人馬運載火箭的家族 |
| Atlas SLV-3  | 1964     | 1968     | 51         | 46   | Atlas D               | Agena                | Corona, KH-7 Gambit                   | 與Atlas LV-3A相同，不過可靠性大幅提升。KH-7偵察者號衛星也屬飛彈防禦警示系統的一種                                                                       |
| Atlas D      | 1965     | 1967     | 7          | 6    | Atlas D               | 無                   |                                       | 洲際彈道飛彈翻新成運載火箭 |
| Atlas SLV-3B | 1966     | 1966     | 1          | 1    | Atlas D               | Agena D              | 軌道天文台1                           | |
| Atlas SLV-3C | 1967     | 1972     | 17         | 14   | Atlas D               | Centaur D            |                                       | 與Atlas LV-3C相同不過高度增加1.3公尺 |
| Atlas F      | 1968     | 1981     | 23         | 22   | Atlas F               | 無                   |                                       | 洲際彈道飛彈翻新成運載火箭，於1978年到1981年用來發射Block I系列的全球定位系統衛星。                                                                     |
| Atlas SLV-3A | 1969     | 1978     | 10         | 9    | Atlas D               | Agena                | Canyon                                | 與SLV-3相同，不過高度增加了2.97 公尺 |
| Atlas SLV-3D | 1973     | 1983     | 32         | 29   | Atlas D               | Centaur D1A          |                                       | 與Atlas SLV-3C相同，除了對末端節進行一些改良 |
| Atlas E      | 1980     | 1995     | 23         | 21   | Atlas E               | 無                   |                                       | 洲際彈道飛彈翻新成運載火箭，於1981年到1985年用來發射Block I系列的全球定位系統衛星。                                                                     |
| Atlas H      | 1983     | 1987     | 5          | 5    | Atlas H               | 移除半人馬座的末端節 |                                       | 洲際彈道飛彈翻新成運載火箭，改善運載火箭的航空電子 |
| Atlas G      | 1984     | 1987     | 6          | 4    | Atlas G               | Centaur D1A          |                                       | 與Atlas SLV-3D相同，但是高度又多了 2.06公尺 |
| Atlas I      | 1990     | 1997     | 11         | 8    | Atlas G改良版         | Centaur D1A改良版    | CRRES                                 | 與Atlas G大致相同，除了長度又在次增加4.27公尺並在酬載艙內增加环式激光陀螺。擎天神一號運載火箭首度發射是1990年7月25日，所發射的衛星是CRRES衛星           |
| Atlas II     | 1991     | 1998     | 10         | 10   | Atlas G改良版         | Centaur D1A改良版    | Eutelsat                              | 與Atlas I 大致相同，高度小幅增加2.74公尺，增加聯氨對於火箭的翻滾控制，Centaur末端節也增加了0.9公尺，由當時的通用动力所製作，現今已被洛克希德·马丁所收購 |
| Atlas IIA    | 1992     | 2002     | 23         | 23   | Atlas G改良版         | Centaur D1A改良版    | -                                     | 與Atlas II大致相同，除了略為增強的末端節 |
| Atlas IIAS   | 1993     | 2004     | 30         | 30   | Atlas G改良版         | Centaur D1A改良版    | -                                     | 與Atlas IIA大致相同，除了增加4枚綑綁式的Castor IVA輔助火箭                                                                                              |

### 擎天神3號運載火箭
擎天神3號運載火箭不再使用3顆引擎然後中途關閉2顆引擎的一節半設計作為第一節，但仍保有使用氣囊燃料槽的特色，第一節火箭發動機為一顆RD-180火箭发动机，末端節維持使用半人馬座，可以選擇裝載單顆或兩顆RL10火箭发动机。擎天神3號運載火箭在2000~2005年間發射6次。
| 型號名稱   | 首次發射 | 末次發射 | 總發射次數 | 成功次數 | 第一節發動機 | 末端節發動機 | 著名酬載    | 備注                                                                                     |
| ---------- | -------- | -------- | ---------- | -------- | ------------ | ------------ | ----------- | ---------------------------------------------------------------------------------------- |
| Atlas IIIA | 2000     | 2004     | 2          | 2        | 1xRD-180     | 1xRL10A      | Eutelsat W4 | 從擎天神IIA運載火箭大幅修改而成，第一節使用RD-180火箭发动机，並增加第一節長度多達4.4公尺 |
| Atlas IIIB | 2002     | 2005     | 4          | 4        | 1xRD-180     | 2xRL10A      |             | 大致上與擎天神IIIA運載火箭相同，除了增加末端節的半人馬座長度並裝備兩顆RL10發動機         |

### 擎天神5號運載火箭
擎天神五號運載火箭是由聯合發射同盟在阿拉巴馬州的迪凯特建造，主要有兩個發射基地，包括卡納維爾角空軍基地的卡纳维拉尔角空军基地41号航天发射复合体與范登堡空軍基地。擎天神五號運載火箭首度發射日期為2002年8月21日，2006年被轉移給了聯合發射同盟，是由洛克希德·马丁與波音公司合資成立的機構。
整體而言第一節與擎天神3號運載火箭相同，使用RD-180火箭发动机，不過捨棄氣囊燃料槽，換成更為堅固的燃料儲存槽構造，雖然重量增加了不少，但也不需要在運送途中考慮內部壓力的問題，搭配使用洛克達因航空噴氣公司的固体火箭助推器讓整體酬在能力大幅上升，末端節的部分仍繼續使用單顆或兩顆RL10火箭发动机。
2014年，由於與俄羅斯關係變化，立法避免使用俄羅斯製造的火箭引擎的合約，後續也發布了一些合約給美國本土的火箭引擎供應商，並在2014年9月宣布與藍色引擎4公司合作製作以甲烷與液態氧為燃料的火箭引擎來取代RD-180火箭引擎，此火箭引擎已經發展3年了，不過要實際應用仍須等到2019年之後。2014年12月，經由美国国会的核准，已經簽約的29顆RD-180火箭引擎仍會如期交付作為擎天神5號運載火箭的主要火箭引擎。
| 型號名稱    | 首次發射 | 末次發射 | 總發射次數 | 成功次數 | 第一節發動機 | 末端節發動機 | 著名酬載 | 備注                                                                                        |
| ----------- | -------- | -------- | ---------- | -------- | ------------ | ------------ | -------- | ------------------------------------------------------------------------------------------- |
| Atlas V 400 | 2002     | -        | 25         | 24       | 1xRD-180     | 1xRL10A      |          | 由擎天神3號運載火箭大幅修改而來，也對第一節的結構進行大幅修改，並加掛了固体火箭助推器。     |
| Atlas V 500 | 2003     | -        | 12         | 12       | 1xRD-180     | 1xRL10A      |          | 由擎天神5號運載火箭400行修改而來，有直徑達5.4公尺的酬載整流罩，可以酬載體積更大的人造衛星。 |

## 未來展望

### 火神運載火箭
在2014年10月時，聯合發射同盟宣布為了應對太空探索科技公司的低價運載火箭策略，聯合發射同盟的初步設計是融合擎天神5號運載火箭與三角洲4號運載火箭，並期許能將發射成本減少到一半以下。到了2015年4月13日，聯合發射同盟的執行長在第31屆太空研討會上發表新一代兩節式運載火箭命名為火神運載火箭，不過美國的火神公司也因為持有此名稱的商標權而與聯合發射同盟進行溝通。
隨後宣布使用漸進性決策的方式來設計火神運載火箭，而不是大幅度的變更設計。主要架構是使用三角洲4號運載火箭的第一節加上兩顆藍色引擎4設計的新型火箭引擎，洛克達因航空噴氣公司的AR-1液體火箭引擎則作為備案，並會在2016年之前完成初步設計，另外也會搭配1~6枚不等的固體輔助火箭，酬載能力將超越擎天神5號運載火箭最強力的版本，不過仍與三角洲4號重型運載火箭有一段差距。後續的衍生版本包括可以重複使用的第一節火箭引擎，火箭引擎將在運作結束後脫離本體並在熱遮罩的保護下由降落傘使火箭引擎能被直升機緩緩的在半空中接住 ULA calculates that reusing the engines could reduce the cost of the first stage propulsion by 90%, with propulsion being 65% of the total first stage build cost.。末端節的部分初始設計延用擎天神5號運載火箭的半人馬座RL10火箭引擎，後續則會使用由液態氫與液態氧作為燃料的先進低溫演進末端節(ACES)，另外搭配新技術也可以讓燃料可以保存的更久，最終的演變版本稱之為火神重型運載火箭，可以將23噸的人造衛星送到地球同步轉移軌道上，相較之下，最強而有力的火神運載火箭561型只能運載15.1公噸的人造衛星到相同的軌道。

## 曾被提出的運載火箭設計
在火神運載火箭被提出之前有數個加強型擎天神5號運載火箭的設計被提出，不過最終都因為資金問題而沒有被建造出來

### 擎天神5號重型運載火箭
使用三枚公共核心助推器來作為第一節的部分，預期可以將25噸的人造衛星送至低地球軌道，另外聯合發射同盟也提到其中所需的技術95%都已經在擎天神5號運載火箭上實際應用了，不過到了2006年，國防部長辦公處宣布洛克希德•馬丁將不會建造擎天神5號重型運載火箭，主因是建造如此大型的運載火箭的必要性為何以及解決RD-180火箭引擎的生產問題，必須找到火箭引擎的替代方案。到了2008年2月，擎天神5號重型運載火箭列在出售項目之一，並在簽約後的30個月會如期製作出此型號的運載火箭，不過此時聯合發射同盟完全沒有提及確切的運載火箭建造與測試計畫。整個擎天神5號重型運載火箭也在火神運載火箭提出後告吹。

### 擎天神第二階段運載火箭
在2006年12月後，洛克希德馬丁與波音公司合併後出現使用三角洲4號運載火箭直徑5公尺的公共核心助推器搭配兩顆RD-180火箭引擎的設計，此運載火箭名稱在2009年被確立，而且擎天神第二階段重型運載火箭也成為在太空梭除役之後最具發展潛力的運載火箭，能夠將70噸的物品送至低地球軌道。不過整個計畫最終並未被採納與製造。

## 圖片集

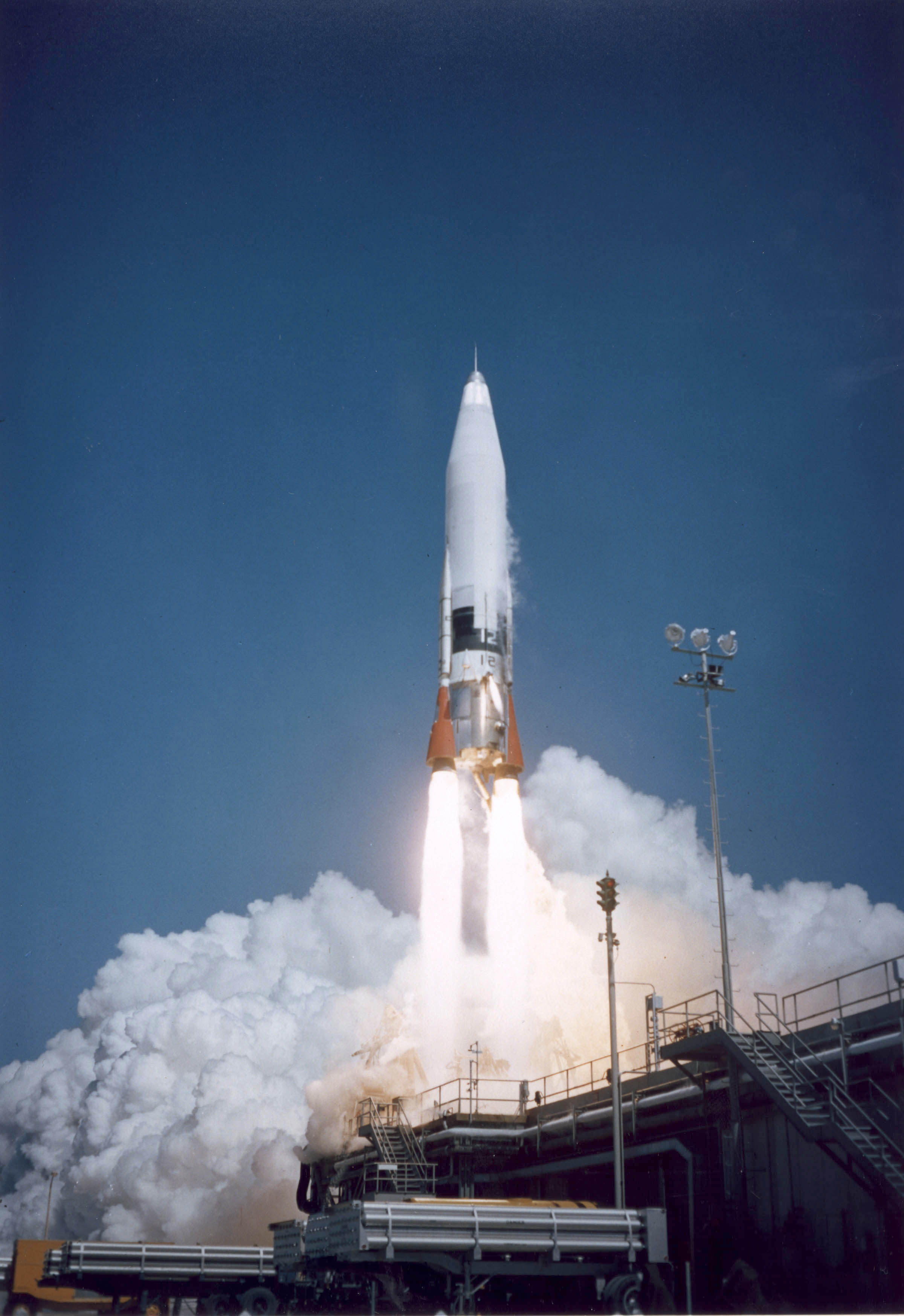
1958年發射的SM-65擎天神飛彈
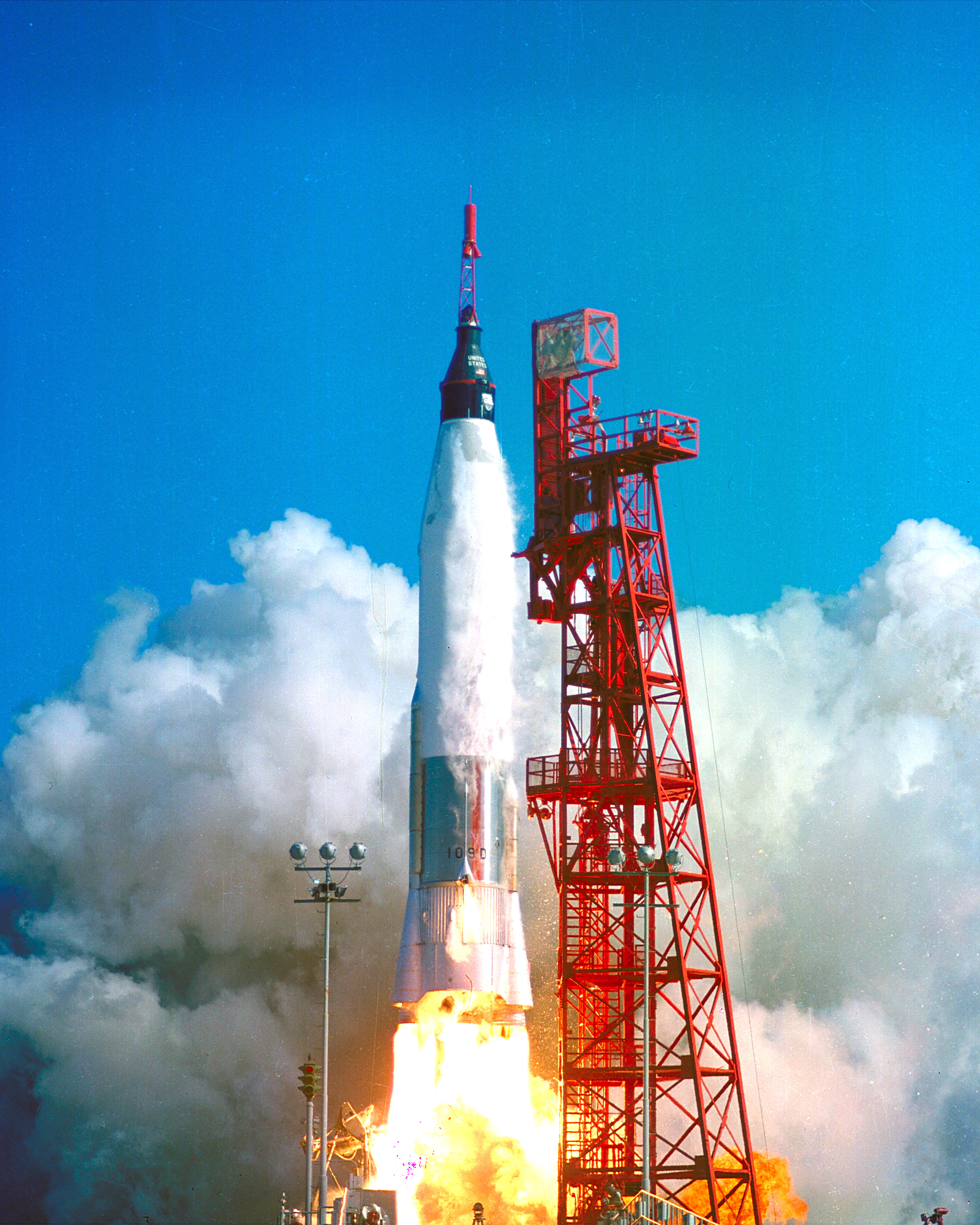
水星計畫的友誼7號，载有太空人約翰格倫，所使用的火箭正是擎天神運載火箭
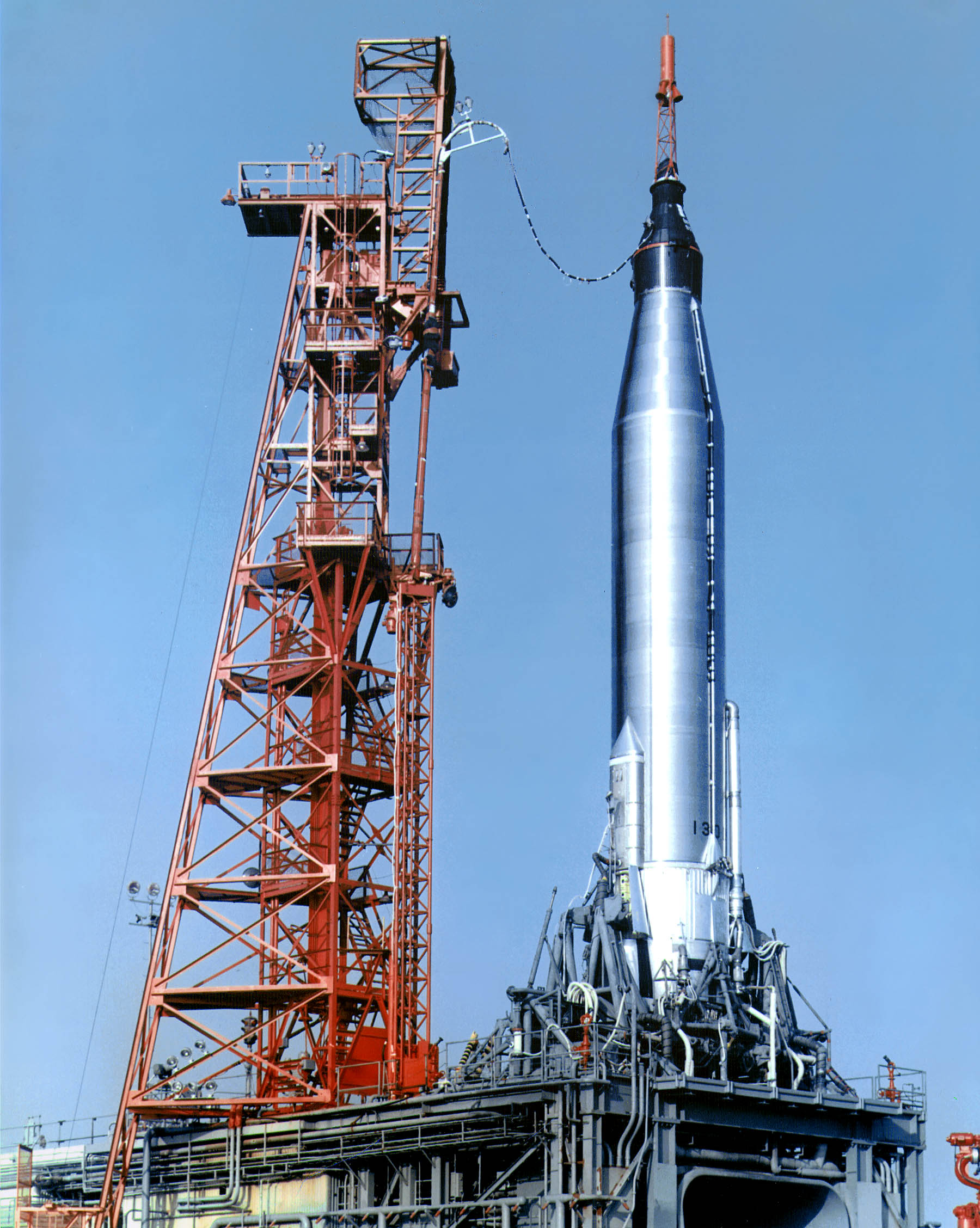
水星計畫中的水星-擎天神9號計畫
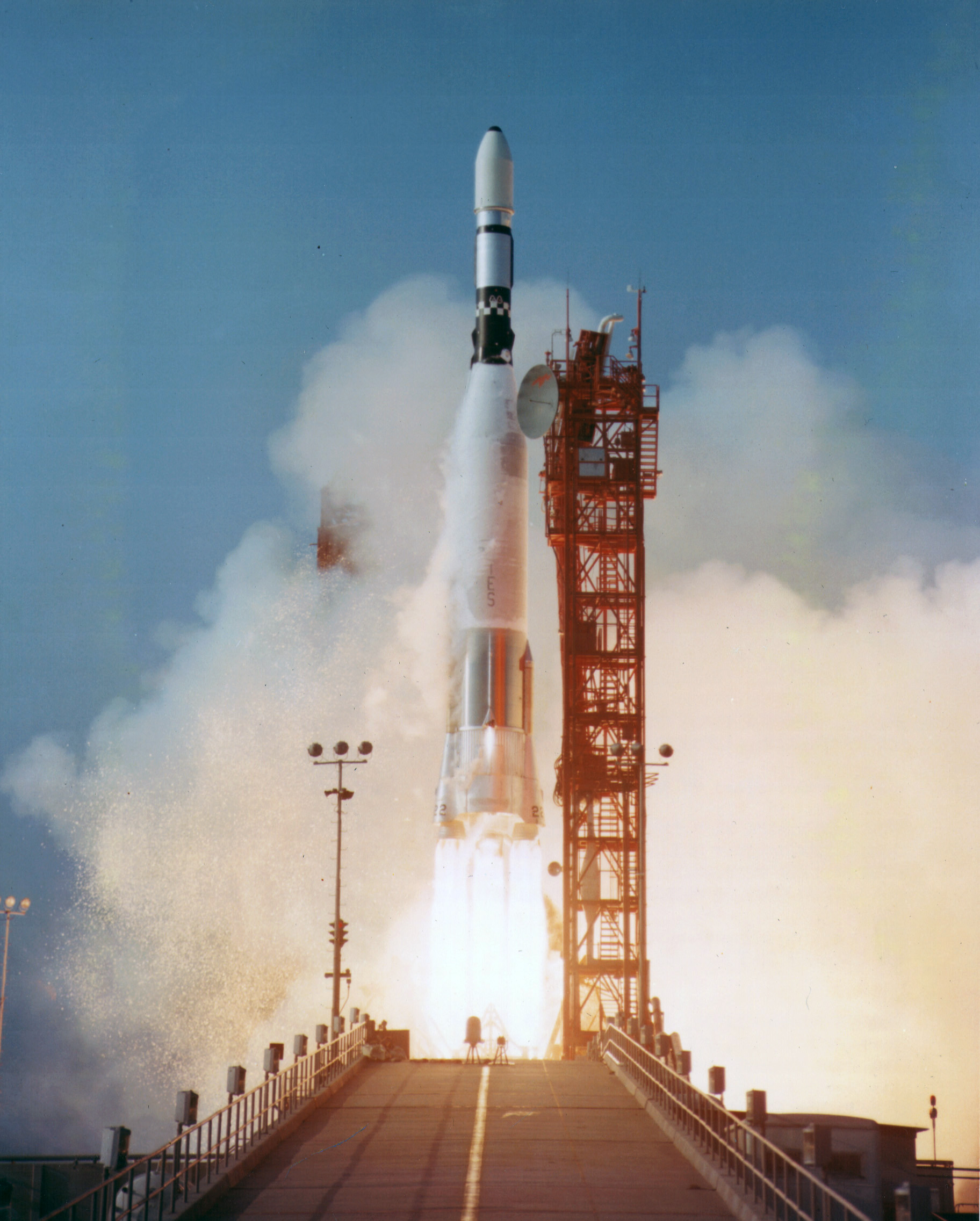
擎天神-愛琴娜運載火箭的身影
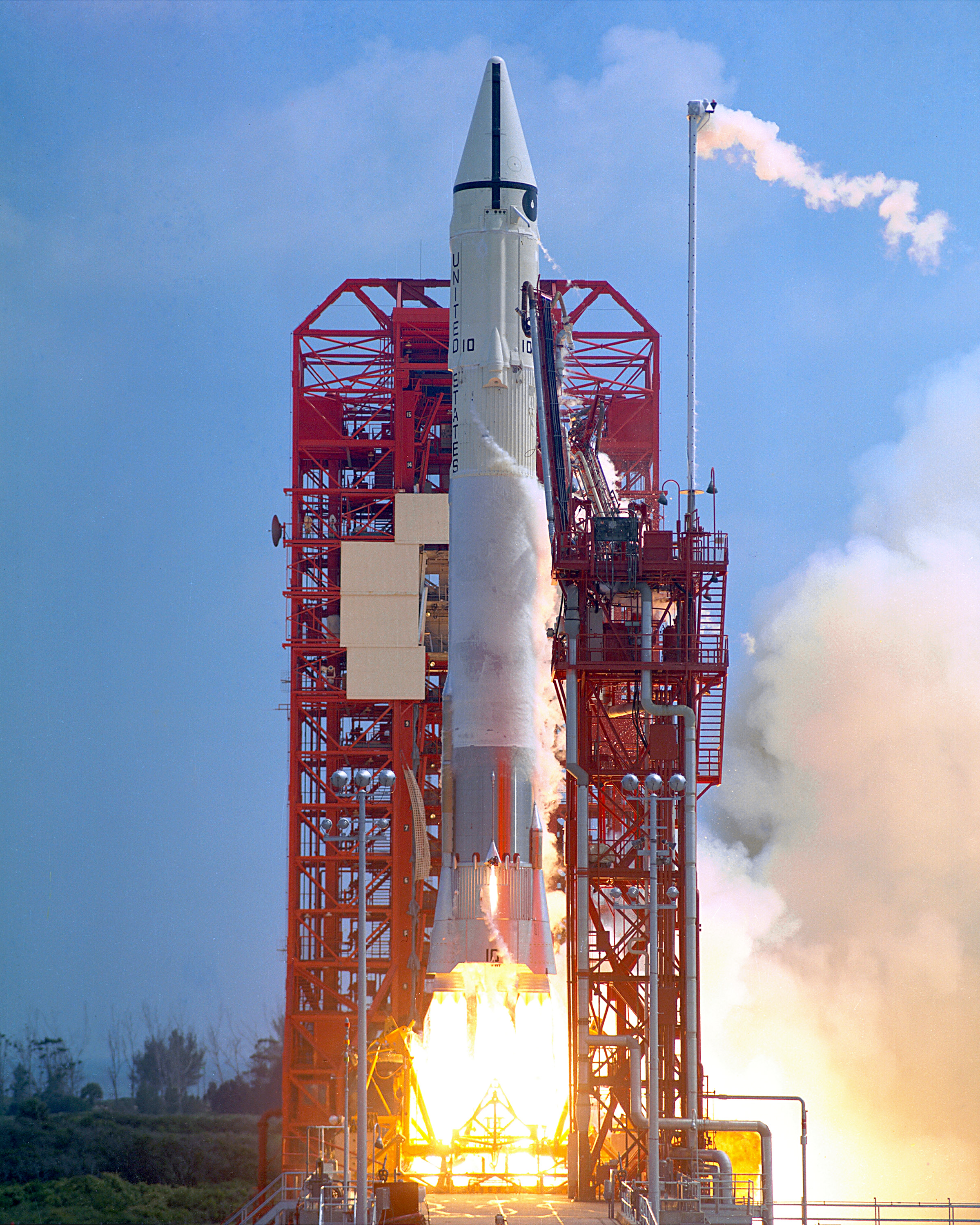
擎天神-半人馬座運載火箭的身影
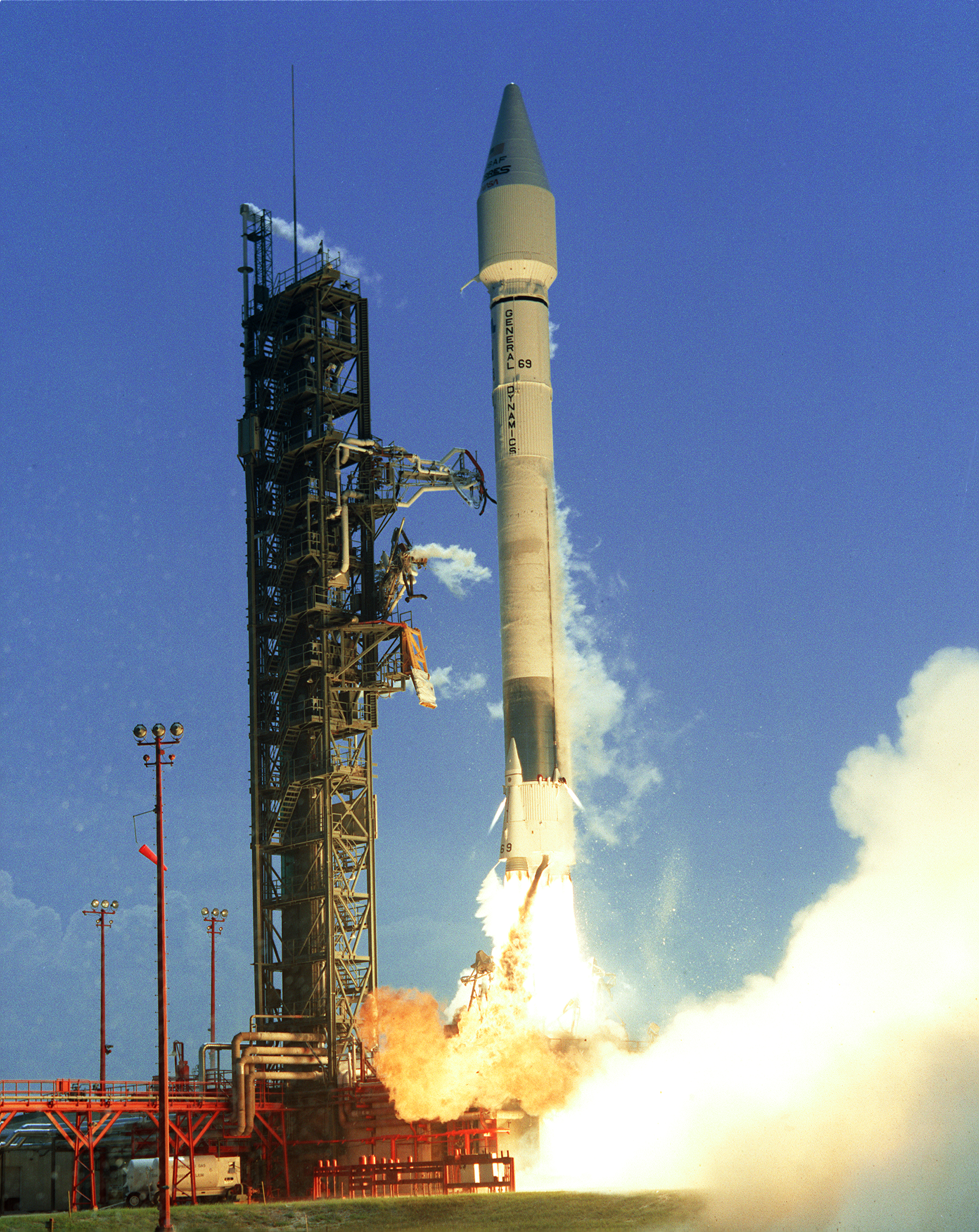
擎天神1號運載火箭首次發射
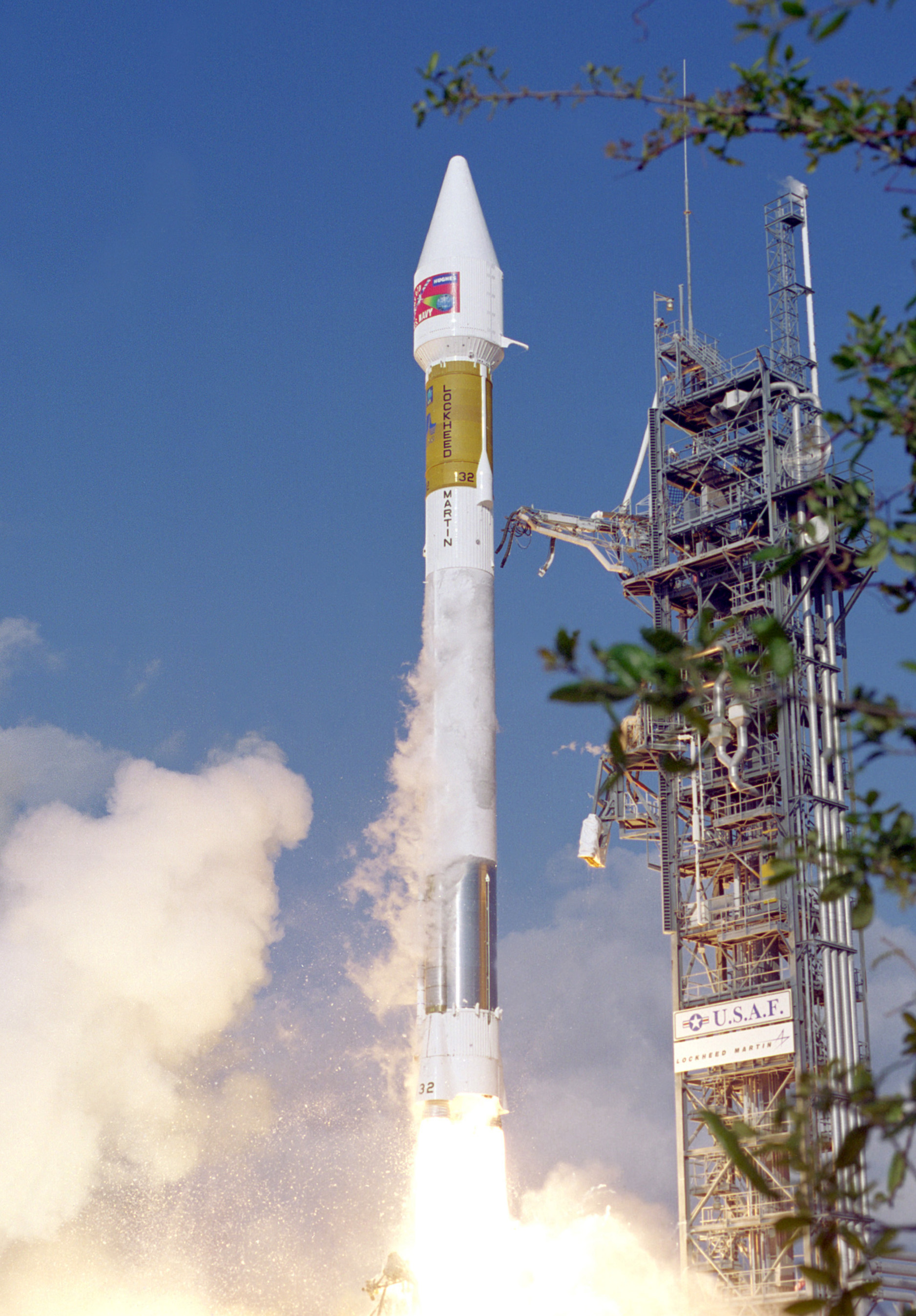
擎天神2號運載火箭發射瞬間
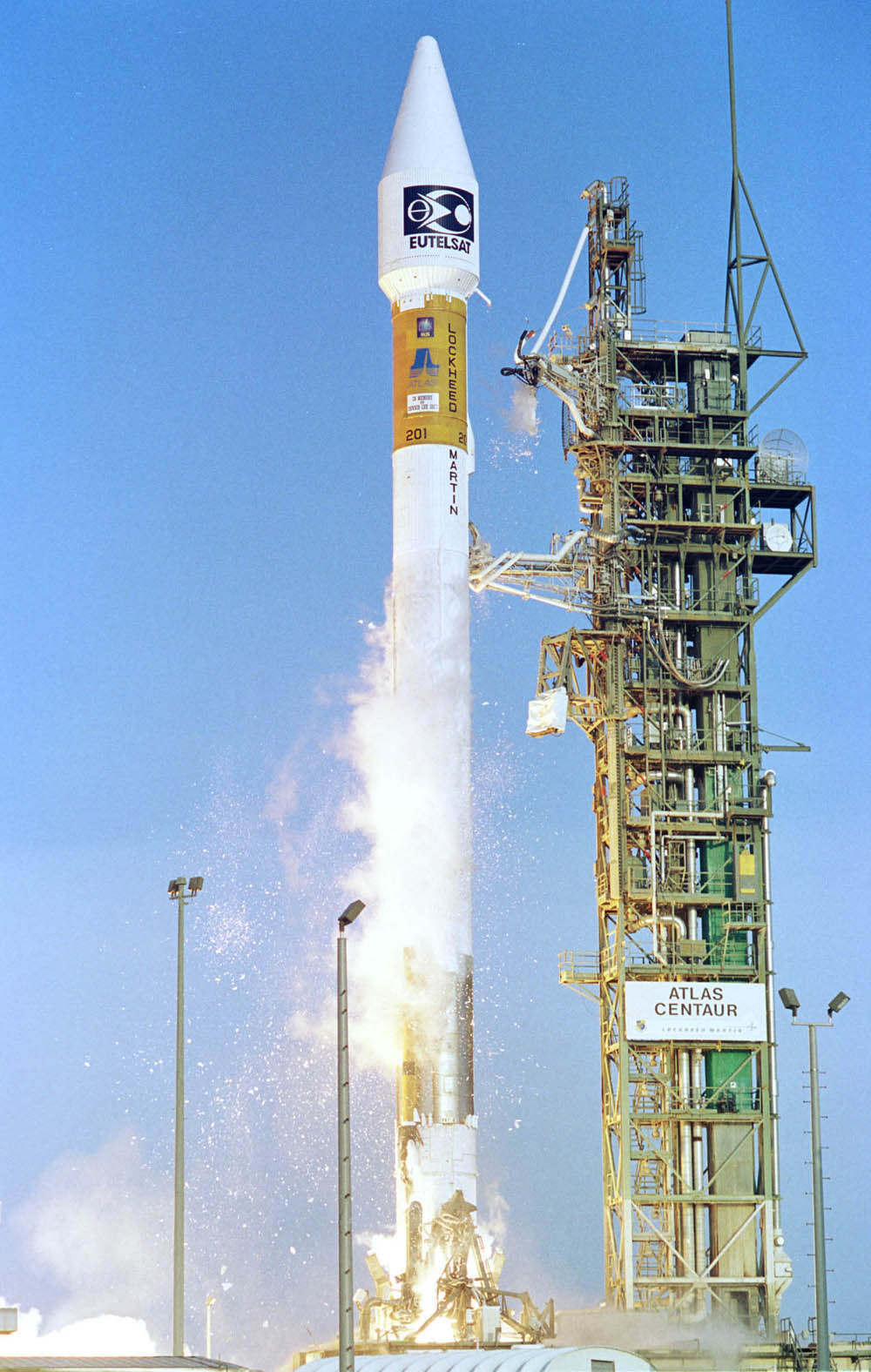
擎天神3號運載火箭首次發射
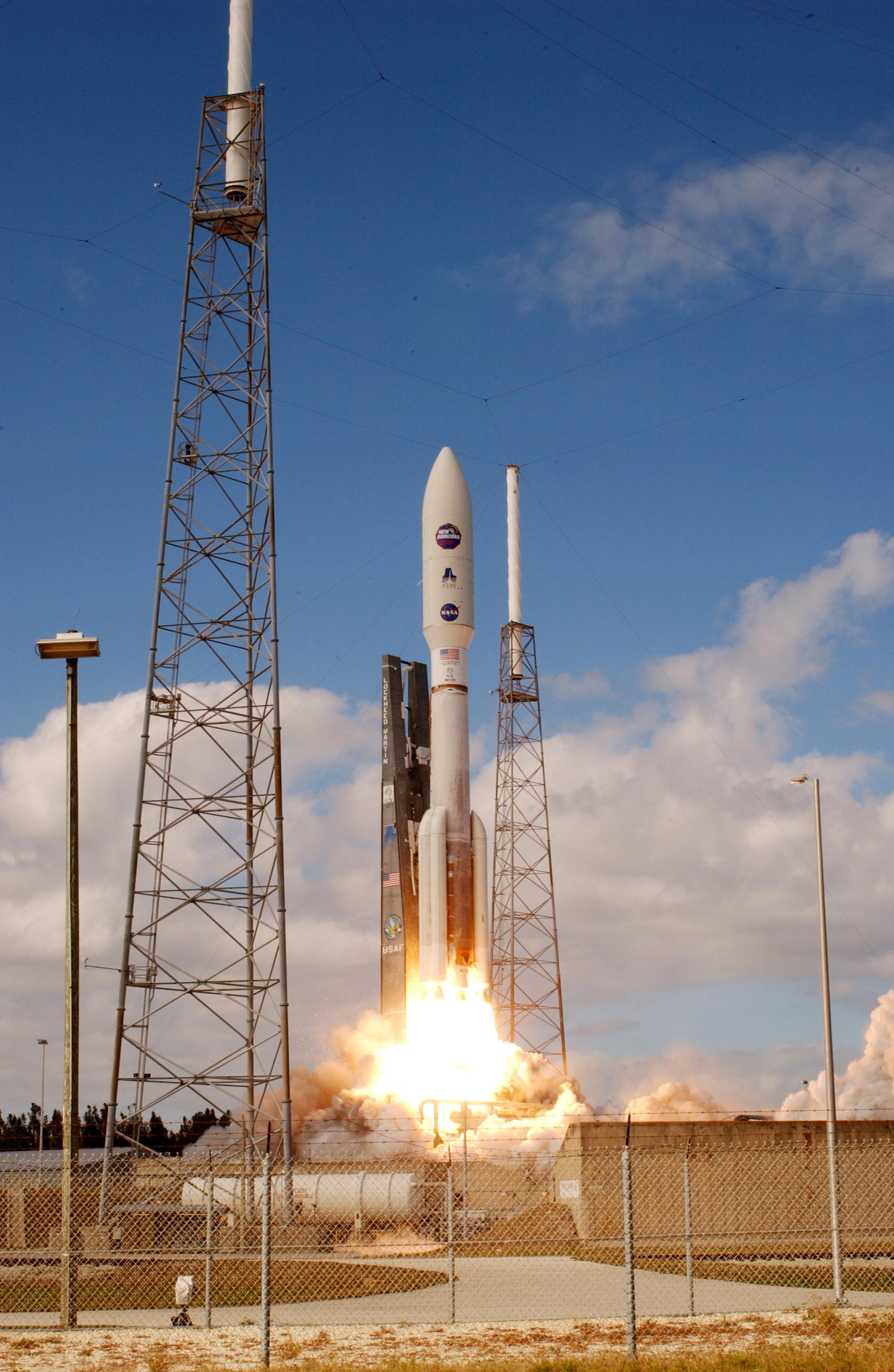
擎天神5號運載火箭搭載新視野號奔向冥王星

## 資料來源
1. ↑  Rusty Barton. . （原始内容存档于2006-02-04）.
2. ↑  . Universal Newsreel. 1959  [2012-02-22].
3. ↑  Helen T. Wells, Susan H. Whiteley, and Carrie E. Karegeannes. . NASA Science and Technical Information Office. : 8-9.
4. ↑  Gunter Dirk Krebs. . Gunter Dirk Krebs.   [2015-10-24]. （原始内容存档于2017-11-23）.
5. ↑  Gunter Dirk Krebs. . Gunter Dirk Krebs.   [2015-10-24]. （原始内容存档于2014-04-27）.
6. ↑  Rusty Barton. . （原始内容存档于2005-07-05）.
7. ↑  . Encyclopedia Astronautica.   [2008-05-24]. （原始内容存档于2012-02-05）.
8. ↑  . Patterson Army Health Clinic. （原始内容存档于2007-06-24）.
9. ↑  . GlobalSecurity.org.   [2008-05-24]. （原始内容存档于2008-05-22）.
10. ↑  Mark Wade. .   [2008-05-24]. （原始内容存档于2012-02-05）.
11. ↑  . Astronautix.com.   [2014-10-28]. （原始内容存档于2015-11-03）.
12. ↑  . Astronautix.com.   [2014-10-28]. （原始内容存档于2015-11-02）.
13. ↑  . Space.skyrocket.de.   [2014-10-28]. （原始内容存档于2015-09-30）.
14. ↑  . Encyclopedia Astronautica.   [2014-10-28]. （原始内容存档于2016-03-03）.
15. ↑  . Encyclopedia Astronautica.   [2008-05-24]. （原始内容存档于2016-03-03）.
16. ↑  .   [2015-03-18]. （原始内容存档于2015-01-08）.
17. ↑  . Afspc.af.mil. March 2009  [2014-10-28]. （原始内容存档于2014年4月27日）.
18. ↑  Ferster, Warren. . Space News. 2014-09-17  [2014-09-19]. （原始内容存档于2014-09-18）.
19. ↑  Ferster, Warren. . Space News. 2014-09-17  [2014-09-19]. （原始内容存档于2014-09-18）.
20. ↑  Petersen, Melody. . LA Times. 2014-12-12  [2014-12-14]. （原始内容存档于2017-03-07）.
21. ↑  . SpaceNews. 2015-01-20  [2015-04-13].
22. ↑  Avery, Greg. . Denver Business Journal. 2014-10-16  [2014-10-17]. （原始内容存档于2017-03-15）.
23. ↑  Delgado, Laura M. . SpacePolicyOnline.com. 2014-11-14  [2014-11-14]. （原始内容存档于2018-06-15）.
24. ↑  Fleischauer, Eric. . Decatur Daily. 2015-02-07  [2015-02-09]. （原始内容存档于2017-06-12）.
25. 1 2  . NBC. 2015-04-13  [2015-04-13]. （原始内容存档于2015-04-14）.
26. 1 2  . SpaceNews. 2015-04-13  [2015-04-13].
27. ↑  Justin Ray. . Spaceflight Now. 2015-04-14  [2015-04-16]. （原始内容存档于2015-04-17）.
28. ↑  Denver. .   [2015-10-24]. （原始内容存档于2015-04-17）.
29. 1 2  Bruno, Tory. . Twitter.com. United Launch Alliance. 2015-05-05  [2015-05-08]. （原始内容存档于2016-03-05）.
30. ↑   (PDF). RAND Corporation. 2006: 29  [2014-10-28]. （原始内容存档 (PDF)于2011-06-05）.
31. ↑   (PDF). RAND Corporation. 2006: xxi  [2014-10-28]. （原始内容存档 (PDF)于2011-06-05）.
32. ↑  Atlas V EELV – Lockheed-Martin Retrieved on 2008-02-08 （页面存档备份，存于）. Globalsecurity.org. Retrieved on 2011-11-19.
33. 1 2   (PDF): 64. October 2009  [2011-02-07]. （原始内容存档 (PDF)于2019-02-16）. Review of U.S. Human Spaceflight Plans Committee

## 外部連結
Atlas at Encyclopedia Astronautica （页面存档备份，存于）